# صنع في الحج (كتاب)
’’’صنع في الحج: 40 فكرة لبناء عالم أنقى’’’ كتاب من تأليف الكاتب أحمد خليل خير الله صدر عن دار المعالي بالاسكندرية في مصر عام 2019م. يتناول الكتاب الحج في الإسلام من منظور تفكري تعبدي والمواقف المرتبطة بالحج والمترتبة عليه.

## فهرس الكتاب:
- تمهيد
- الفصل الأول: الحج سصنع العقلية والإمكانية
- الفصل الثاني: الحج دورات إيمانية مكثفة
- الفصل الثالث: حين يصنع الحج النور بداخلك
- الفصل الرابع: ليس فردا بل أسرة بل أمة
- الفصل الخامس: حين يصنع الحج الرجال
- الفصل السادس: رحلة إيمانية عالمية بنائية عمرانية
- الفصل السابع: صنع في الحج